# Vzhodna filozofija
Vzhodna filozofija je izraz, ki ga od 19. stoletja dalje na »Zahodu« uporabljajo za različne, zelo raznovrstne filozofije »Vzhoda«, se pravi Azije, vključno s Kitajsko, Indijo, Japonsko in drugimi azijskimi območji.
Kljub splošni rabi pa izrazi kot so »filozofije Vzhoda in Zahoda« in »azijska filozofija« pripeljejo do marsikaterega nesporazuma, saj ravno to umetno združevanje raznolikih tradicij Azije vodi v zmotno prepričanje, da gre za med seboj podobne filozofske šole. Realnost je povsem drugačna, saj ima npr. indijska filozofija več skupnega z evropsko, kot s kitajsko filozofijo, da niti ne omenjamo samih razlik med posameznimi obdobji in strujami znotraj posameznih predelov Azije. 
Večina evro-ameriških univerz se (z nekaterimi izjemami) v svojih filozofskih oddelkih in predmetnikih osredotoča skoraj izključno na zahodno filozofsko tradicijo in ideje. V zahodnem akademskem kontekstu se izraz »filozofija« navadno nanaša na zahodno filozofsko tradicijo, začenši s starimi Grki. Vzhodne filozofije so večinoma prezrte, pa vendar v zadnjih letih naraščajoče akademske povezave med »Vzhodom in Zahodom« precej prispevajo k premoščanju kulturne vrzeli.

## Filozofske in verske tradicije
Sledi pregled večjih filozofskih tradicij Kitajske, Japonske in Indije. O vsaki tradiciji obstaja tudi poseben članek z več podrobnostmi o različnih strujah ter vplivih na religijo in ljudske običaje.

### Hinduizem
Glavni članek: Hinduizem
Hinduizem (सनातन धर्म; Sanātana Dharma; približno večna religija) velja za najstarejšo glavno svetovno religijo, ki je še vedno živa, in prvo med verami dharme. Hinduizem zaznamuje raznolika paleta sistemov verovanja, verskih praks in svetih zapisov. Izvira iz starodavne vedske kulture s pisnimi viri iz let okoli 2000 pr. n. št. Z 1,05 milijarde pripadnikov, od katerih jih 96 % živi na Indijski podcelini, je hinduizem tretja največja religija.
Hinduizem v duhovnem smislu temelji na Vedah, odtod vedska dharma, in njihovih mističnih pogledih, Upanišadah, kot tudi na pridiganjih mnogih velikih hindujskih gurujev vseh dob. Mnogi miselni tokovi se iz šestih vedskih/hindujskih šol, ločin bhaktijevcev in tantričnih agamskih šol stekajo v ocean hinduizma, prve od religij dharme.
Vsem hindujcem je skupna vera v dharmo, reinkarnacijo, karmo in mokše (osvoboditve) vsake duše skozi različne nravne, dejavne in meditativne joge. Še bolj temeljni principi vključujejo ahimšo (nenasilje), duhovni primat guruja, božansko besedo aum in moč manter, ljubezen do Resnice v mnogih manifestacijah v podobi bogov in boginj, in spoznanje, da je osnovna iskra božanskega (atman/brahman) v vsakem človeškem in živem bitju, s čimer je torej dovoljeno ubirati mnoge duhovne poti, ki vodijo k eni sami univerzalni resnici.
Glej tudi: hindujska filozofija -- vedska civilizacija -- hindujski sveti zapisi -- joga -- vedanta - bhakti -- hindujska božanstva

### Konfucijanstvo in konfucianizem
Glavni članek: Konfucijanstvo
Konfucijanstvo (儒家, Pinyin: rújiā) je filozofska struja, ki se je razvila iz Konfucijevih (孔子, Pinyin: Kǒngzǐ) naukov o praktični etiki in kasnejših filozofskih interpretacij oz. nadgradenj in temelji na vrsti kitajskih klasičnih besedil  Od časov dinastije Han (2. stol. p.n.š. – 2. stol. n.š.) naprej se je iz teh temeljev razvila tudi ideologija poznana pod izrazom konfucianizem (儒教, Pinyin: rújiào), ki predstavlja glavno državno doktrino in družbeno-politično ureditev Kitajske in sveta pod njenim vplivom, ter na teh področjih še vedno utegne biti glavni gradnik kulture Vzhodne Azije. 
Konfucijanstvo lahko razumemo kot družbeno-politični, nravnostni in humanistični sistem, ki se osredotoča na red v kozmosu in povezuje ljudi, naravo in nebo. Konfucij je zagovarjal stališče, da mora stvarnost ustrezati t.i. imenom, da bo na svetu vladal red. Ta red tudi določa položaj slehernega posameznika in razmerja med njimi, zato se mora vsak pripadnik družbe vesti v skladu s svojim položajem. Temu primerno sta tako konfucijanstvo, kot konfucianizem zaznamovana s strogim hierarhičnim ustrojem, kjer je potrebno upoštevati pet oblik odnosov: vladar-podložnik, mož-žena, starši-otroci, starejši brat-mlajši brat, prijatelj-prijatelj. Vsak položaj znotraj teh odnosov ima točno določene pravice in odgovornosti, vseh pet oblik pa skupaj ureja odnose na družinski, družbeni in državni ravni. 
Izvorni Konfucijev nauk sta kasneje najbolj nadgradila Xunzi (荀子, Pinyin: Xúnzǐ) in Mengzi (孟子, Pinyin: ), prvi bolj realistične in racionalne vidike, drugi pa bolj mistične in idealistične aspekte. 
V obdobju legalistično obarvane dinastije Qin (3. stol. p.n.š.) so konfucijanski nauk načrtno iztrebljali, vendar je ta doživel ponovni razcvet v času dinastije Han, ko je prevzel določene elemente legalizma. Glavni utemeljitelj tega prenovljenega konfucijanskega nauka je bil Dong Zhongshu (董仲舒, Pinyin: Dǒng Zhòngshū), ki je za temelj reforme vzel Xunzijevo filozofijo. V izvorni nauk je vnesel legalistične elemente, ki so prej egalitarno in demokratično miselnost spremenile v dogmatično državno doktrino z mnogimi avtokratskimi elementi.  Dong Zhongshu je tudi začel s tradicijo uradniških izpitov, ki so predstavljali vstopnico do državnih služb in politično-ekonomske moči. Tako je iz filozofskega nauka nastala državno politična doktrina - konfucijanstvo se je spremenilo v konfucianizem. Rigidnost te državne doktrine in zaprtost za kritično prevpraševanje je marsikaterega uradnika spodbudila k prostočasnem študiju budistične in daoistične miselnosti. Ortodoksna državna doktrina iz tega obdobja je tako skozi stoletja postala vedno bolj toga in izobražencem ni več nudila duhovne in intelektualne izpopolnitve, kar je bil povod za razvoj neokonfucijanske doktrine v 12. stoletju, katere glavni predstavnik je filozof Zhu Xi (朱熹, Pinyin: Zhū Xī), ki je v konfucijanski nauk idealističn obarvanega Mengzija vključil elemente budizma in daoizma. Ta novi konfucijanski nauk je s svojo sistemsko kompleksnostjo in zaokroženostjo pripeljal do duhovne stagnacije, saj je v isti obliki tvoril temelje kitajske družbe več stoletij. V 18. in 19. stoletju pa je stik z zahodom in zavedanje o zastarelosti ideologije pripomoglo k ponovni, tj. tretji reformi in nastanku Modernega konfucijanstva (trad.: 新儒學, poen.: 新儒学, Pinyin: Xīn Rúxué), ki združuje prenovljene temelje konfucijanstva s kapitalističnim razvojem. 
Na kratko povzeto torej poznamo dva izraza: 
1.    Konfucijanstvo kot izvorni nauk Konfucija in kasnejše filozofske interpretacije (tj. neokonfucijanstvo in moderno konfucijanstvo), ki so predstavljale temelj za razvoj državne doktrine in politično-socialnih norm.
2.    Konfucianizem se nanaša na državno doktrino in politični ter socialni skupek religiozno obarvanih ljudskih običajev, ki so jih na podlagi kozmogoničnih špekulacij etično utemeljili konfucijanci dinastije Han. Te združujejo obrede čaščenja kulta prednikov s tradicionalnimi poljedelskimi obredi. Pri tem je tudi treba poudariti, da Konfucij v teh religioznih praksah nima statusa božanstva, ampak predstavlja avtoriteto učitelja, ki je razvil in razširjal praktični nauk družbene etike.

### Daoizem
Glavni članek: Daoizem
Kot filozofski nauk o življenju posameznika in pa tudi kot doktrina oblasti se daoizem (道家, Pinyin: Dàojiā) osredotoča na ideal mirne smrti po polnem življenju, ki ga živimo v skladu z načelom nedelovanja (trad.: 無為, poen.: 无为, Pinyin: wúwéi) . Koncept je mnogokrat interpretiran v smislu pasivnosti, vendar pa je njegov pomen bližje odsotnosti nasilnega poseganja v naravni tok stvari. Daoizem poudarja Naravo, svobodo posameznika, zavrnitev socialnih vezi in je bil doktrina, ki so jo zagovarjali tisti, ki so se iz mest »umaknili v gore«. 
Daoizem je tradicionalni spremljevalec konfucijanstva. Središčne knjige daoizma so Dao de jing (trad.: 道德經 , poen.:道德经, Pinyin: Dàodéjīng, približen prevod Knjiga poti in kreposti) , ki jih tradicionalno pripisujejo Laoziju (老子, Pinyin: Lǎozǐ), in pa Zhuangzijevo (trad.: 莊子, poen.: 庄子, Pinyin: Zhuāngzǐ) delo Klasik južnega cvetovja (trad.: 南華經, poen.: 南华经, Pinyin: Nánhuájīng) .
Tako kot konfucijanstvo in konfucianizem, se je tudi daoizem razvil tako v filozofsko šolo, kot tudi skupek verskih običajev. 

### Legalizem
Glavni članek: Legalizem
Osrednji pojem legalistične doktrine (法家, Pinyin: Fǎjiā) predstavlja koncept fa (法, Pinyin: fǎ), ki predstavlja zakon kot sredstvo za vzpostavitev reda v močni državi in temelji na centralizirani oblasti absolutnega vladarja. Legalizem tako zapoveduje strogo upoštevanje zakonodaje. Morala ni bila pomembna, vodilo je bilo upoštevanje črke zakona. 
Med predstavnike legalistične šole sodijo filozofi Shang Yang (商鞅, Pinyin: Shāng Yāng), Shen Buhai (申不害, Pinyin: Shēn Bùhài), Shen Dao (慎到, Pinyin: Shèn Dào) in Han Fei (trad.: 韓非, poen.: 韩非, Pinyin: Hán Fēi), ter politika Li Si (李斯, Pinyin: Lǐ Sī) in Lü Buwei (trad.: 呂不韋, poen.: 吕不韦, Pinyin:  Lǚ Bùwéi).
Legalizem je bil prvotna filozofska podlaga kitajske dinastije Qin. 

### Budizem
Glavni članek: Budizem
Budizem je sistem verovanj na podlagi učenja Sidarte Gautame, indijskega princa, pozneje znanega kot Buda, ali Prebujeni. Budizem je neteistična religija, torej se njeni privrženci posebej ne ukvarjajo z obstojem ali neobstojem boga ali bogov. Sam Buda je zanikal vsakršen posebni božji status ali navdih, in menil, da lahko vsakdo kjerkoli doseže razsvetljenje, ki ga je dosegel sam. Vprašanje boga je v budizmu precej nepomembno, čeprav nekatere ločine (posebno tibetanski budizem) častijo številne bogove, podedovane iz lokalnih sistemov verovanja domorodcev.
Budistična odrešitev je sestavljena iz štirih plemenitih resnic:
1. dukkha: Vse posvetno življenje je nezadostno, nelogično, polno trpljenja.
2. samudaja: Obstaja razlog tega trpljenja, in to je navezanost ali želja (tanha), katere vir je omejenost.
3. nirodha: Obstaja konec trpljenja in to je nirvana.
4. marga: Obstaja pot, ki vodi iz trpljenja, znana kot Plemenita osemčlena pot.

Klub temu budistična filozofija, kot taka, temelji v doktrinah anatte, ki določajo, da je vse brez bistvenega metafizičnega bitja, pratitya-samutpade, ki orisuje budistični pojem vzročnosti, in budistični fenomenološki analizi dharme, ali fenomenološke komponente.
Večina budističnih ločin verjame v karmo, vzrokom-in-posledico med vsem, kar je bilo in vsem, kar bo storjeno. Za dogodke, ki se zgodijo, se verjame, da so neposredna posledica prejšnjih dogodkov. Eden od učinkov karme je vnovično rojstvo. Ob smrti karma do tedaj živega bitja določa naravo obstoja v naslednjem življenju. Poslednji cilj budističnih praktikov je izničiti karmo (dobro in slabo), končati krog vnovičnih rojstev in trpljenja, ter doseči nirvano (v prevodu ničnost, neobstoj ali blažena pozaba), ki je opisana kot stanje zlitja v eno s celotnim vesoljem.
Glej tudi: budistična filozofija -- šole budizma -- budizem na Kitajskem

#### Zen (Chan) budizem
Glavni članek: Zen (Chan) budizem
Bodhidharma je bil napol legendarni indijski menih, ki je v 5. stoletju potoval na Kitajsko in tam je v shaolinskem templju ustanovil šolo chan (trad.: 禪, poen.: 禅, Pinyin: chán) budizma. Chan tako predstavlja zlitje mahajanskega budizma z načeli daoizma in izvornega konfucijanstva v času kitajske dinastije Tang (7.-10. stol.). Od tod se je nauk razširil v druge države Vzhodne Azije, med drugim tudi na Japonsko, kjer se je uveljavilo tudi nam bolj poznano poimenovanje zen budizem. Sama beseda chan oz. zen izhaja iz indijskega izraza dhyana, kar v prevodu pomeni meditacija. 
Sledilci zena izvajajo sedečo meditacijo zazen oz. zuochan (trad.: 坐禪 , poen.: 坐禅, Pinyin: zuòchán). 

### Kitajska logika
Moistična šola
Moistična šola  (墨家, Pinyin: Mòjiā), ki je ime dobila po filozofu Mo Diju (墨翟, Pinyin: Mò Dí ), je predstavljala eno od glavnih filozofskih struj, ki so se razvile med 770-221 p.n.š. Po Mo Diju se tudi imenuje glavno besedilo te šole, Mozi (墨子, Pinyin: Mòzǐ), ki vsebuje ene najpomembnejših poglavij o tradicionalni kitajski logiki. Moistom se pripisuje razvoj oz. nadgradnja teorije imen, vzorcev analogičnega sklepanja in teorij disputov ter paradoksev. 
Primeri vključujejo razmejitev časa na dejstva (sedanjost in preteklost) in možnosti (prihodnost), problem konsistence in lastnosti, identitete in diference, itd. 
Med najbolj znane etične koncepte te šole sodi t.i. nepristranska ljubezen oz. skrb (trad.: 兼愛, poen.: 兼爱, Pinyin: jiān ài), saj so zagovarjala, da naj bi ljudje enako skrbeli za vse soljudi, brez izjem. Ta brezpogojna ljubezen je najvišja vrlina moistične etike, hkrati pa je bila v nasprotju s konfucijanskimi pogledi na hierarhijo odnosov. 
Poleg filozofije, so se moisti ukvarjali tudi z drugimi področji, kot npr. geometrijo, mehaniko, optiko in ekonomijo.
Kasneje so se značilnosti te šole absorbirale v legalizem in daoizem. 
Nomenalistična šola
Nomenalistična šola oz. Šola imen (名家, Pinyin: Míngjiā) se je razvila iz zgoraj omenjene Moistične šole v obdobju vojskujočih se držav (trad.: 戰國時代, poen.: 战国时代, Pinyin: Zhànguó shídài), 475–221 p.n.š., in predstavlja eno od struj na zahodu manj znane kitajske logike, v kateri ima aplikativnost prednost pred zakonitostmi in je zato izhajala iz utilitarističnih predpostavk. Predstavniki te šole so se posvečali izrazni obliki in semantičnim konotacijam pojmov, kategorizacijam, razčlenitvam in definicijam, ki so zapisane v obliki disputov, ter razmerji med njimi, npr. med relativnim in absolutnim, med identiteto in diferenco, med imenom in stvarnostjo, itd. Njihov cilj je bil razvoj metode, ki onemogoča kognitivne zmote in bi tako lahko služila državi in oblikovanju jasne zakonodaje. Med najprepoznavnejše predstavnike sodijo Deng Xi (trad.: 鄧 析, poen.: 邓析,  Pinyin: Dèng Xī), Hui Shi (惠施, Pinyin: Huì Shī) in Gongsun Long (poen.: 公孙龙; trad.: 公孫龍; Pinyin: Gōngsūn Lóng), 
Dela nomenalistične šole so se tekom zgodovine izgubila, z izjemo delno ohranjenih spisov filozofa Gongsun Longa in disputov v 33. poglavju daoističnega besedila Zhuangzi (trad.: 莊子, poen.: 庄子, Pinyin: Zhuāngzǐ).

### Sinizacija marksizma in maoizem
Glavni članek: Sinizacija marksizma in maoizem
Prvi zametki sinizacije marksizma segajo že v konec 19. stoletja, kasneje pa je ta zaradi politične direktive v 20. stoletju predstavljala enega največjih miselnih projektov na Kitajskem. Med utemeljitelje sinizacije marksizma sodita Chen Duxiu (trad.: 陳獨秀, poen.:陈独秀, Pinyin: Chén Dúxiù ) in Li Dazhao (trad.: 李大釗, poen.: 李大钊, Pinyin: Lǐ Dàzhāo), ki sta postavila temelje siniziranega dialektičnega materializma na Kitajskem. Za najbolj razdelano reinterpretacijo in nadgradnjo marksističnega nauka štejemo filozofijo Feng Qija (trad.:馮契, poen.: 冯契, Pinyin: Féng Qì), ki je marksizem ne le kvalitativno nadgradila, ampak je tudi obravnavala sodobne družbene problematike. Feng Qi je bil tako tudi oster kritik zlorabe filozofije za namene razširjanja politične ideologije.
Maoizem je komunistična miselnost iz 20. stoletja, ki jo pripisujejo vodji revolucionarne KP Kitajske Mao Zedongu (trad.: 毛泽东, poen.: 毛泽东, Pinyin: Máo Zédōng). Maoizem v filozofiji ne velja za originalno filozofsko strujo, saj temelji na združitvi konfucijanskih elementov s koncepti iz prejšnjih teorij Marxa in Lenina, ter mnogih drugih sovjetskih in kitajskih filozofov. Kar maoizem dela nekoliko drugačen pa je poudarjanje specifik kitajske družbe in reinterpretacija koncepta permanentne revolucije. Slednji temelji na načelu korelativne dialektike in predstavlja kvalitativne izboljšave družbe skozi konstanto interakcijo med nasprotujočima si poloma. Zaradi specifik kitajske družbe maoizem med drugim zavrača urbani proletariat in leninistično poudarjanje težke industrializacije v korist revolucije, ampak najde svojo podporo v  kmečkem stanu. Maoizem tako poudarja decentralizirano agrarno ekonomijo, ki temelji na mnogih kolektivno upravljanih komunah. Številni menijo, da je uvedba maoizma, ki je pripomogla k zmagi komunistične revolucije na Kitajskem, povzročila tudi uničujočo lakoto z milijoni do smrti izstradanih ljudi. Kitajski komunistični voditelj Deng Xiaoping (trad.: 鄧小平, poen.: 邓小平, Pinyin: Dèng Xiǎopíng) je pretolmačil maoizem tako, da je dovolil tržno gospodarstvo, zaradi česar si je dežela počasi opomogla. V filozofskem pogledu je Dengov glavni prispevek zavračanje prvenstva teorije v razlaganju marksizma in pozivanje k politiki ugotavljanja resnice iz dejstev.
Kljub temu je maoizem ostal popularna ideologija številnih komunističnih revolucionarnih skupin, posebno kamboških Rdečih Khmerov, perujskega gibanja Sendero Luminoso, in nepalske maoistične vstaje v začetku leta 2005.

### Šintoizem
Glavni članek: Šintoizem
Šintoizem je vera japonskih domorodcev, zapletena oblika animizma, ki meni, da vse stvari naseljujejo duhovi, imenovani kami. Le-te častijo v javnih templjih ali v malih templjih v svojih domovih.

## Razlike glede na zahodno filozofijo

### Argumenti proti označevanju za »Vzhodno filozofijo«
Vendar velja opozoriti na dejstvo, da je razlikovanje vzhodne in zahodne filozofije samovoljno in povsem zemljepisno pogojeno, da to umetno razlikovanje ne upošteva ogromno medsebojnega vplivanja med vzhodnim in zahodnim razmišljanjem, in da je ta razločitev bolj zavajajoča kot pojasnjujoča. Poleg tega trdijo, da izraz »vzhodna filozofija« namiguje na podobnosti med filozofskimi šolami, ki jih morda niti ni, in zamegljuje razlike med vzhodnimi filozofijami. Takšno posploševanje priča o nepoznavanju idejnih sistemov, ki ne sodijo v domeno evropske filozofije: pri tem gre za kalup, v katerega se vsevprek pospravlja vso nepregledno vrsto najrazličnejših idejnih struj, ki so plod indijske, kitajske, japonske (in še marsikatere druge, manj znane azijske) tradicije. Ne glede na dejstvo, da so že razlike med posamičnimi filozofskimi šolami antične, srednjeveške in novoveške Kitajske tako velike in često tako polne vzajmenih nasprotij, da jih je težko povzeti v nek skupni metodološki in epistemološki okvir, je njihova umestitev v skupno kategorijo z bogato idejno tradicijo Indije še toliko bolj neumestna. Indijska filozofija je namreč v marsikaterem pogledu celo bližja tradicionalni evropski miselnosti, saj obe temeljita na transcendentni metafiziki in na striktnem ločevanju ideje in materije, kar je tradicionalni kitajski filozofiji povsem tuje. Vse to se seveda odraža tudi v jezikih sovpadajočih kulturnih krogov. Ker sta jezik in miselnost tesno povezana, nikakor ni slučaj, da sodijo indijski jeziki v indoevropsko, kitajski pa v sino-tibetansko jezikovno skupino. 
Drugi argument proti tvorstnemu razločevanju je zgodovinski. Prvi »bežen zgodovinski pogled« zahodne filozofije nas pravzaprav popelje v Malo Azijo. Morda ne bomo nikoli vedeli ali njene korenine ležijo v Indiji (ali pa korenine indijske filozofije izhajajo iz indo-arijske invazije), vendar je zagotovo verjetno, da je bil Bližnji Vzhod križišče starodavnih verskih filozofskih sistemov.
Soroden argument je jezikoslovni, ki temelji na razvrstitvi sanskrta za enega od prvih indoevropskih jezikov. (Znan je Nietzschejev navedek, da sta krščanstvo in budizem »v krvnem sorodstvu«.)
Osrednja konceptualna struktura, ki jo indijska filozofija deli s klasično zahodno filozofijo (in v vzhodnjeazijski misli pred budistično »invazijo« manjka) vsebuje nasprotke dihotomij med razumom nasproti čustvu, videzu nasproti resničnosti, enemu nasproti mnogim in stalnosti nasproti spremembi. Indijska in zahodna misel si, s svojim robustnim konceptualnim dualizmom um-telo, delita posledično stremljenje za subjektivnim idealizmom ali dualizmom. Tudi kitajska filozofija sicer operira z dualnimi pari, ki jih uporablja kot metodološko orodje tkim. binarnih kategorij (npr. yin-yang, ti-yong, ming-shi, ben-mo, itd). Le te pa ne temeljijo na vzajemnem protislovju oz. izključevanju obeh protipolov, temveč na korelativnem in komplementarnem odnosu med njima.
Tudi formalno si indijska in evropska idejna tradicija delita osnove zahodne »ljudske psihologije« -- psihologijo in semantiko stavkov npr. prepričanje in (podmensko) znanje, resničnost in neresničnost gramatičnega para osebek-povedek (in metafizično osebek-predmet), in sklepanje. Te zamisli so zagotavljali odkritje (ali morda razširjanje) logike v Grčiji in Indiji. V okviru diskurzov antične kitajske logike ni prevladala formalna logika, temveč logika disputov, ki se je kasneje razvila v specifično semantično logiko. Prej omenjene binarne kategorije so tudi osnova kitajskega modela analogije, ki je v tradicionalni kitajski filozofiji predstavljal specifični model sklepanja.
Druge pomembne podobnosti med indijsko in evropsko mislenostjo vključujejo strukturne lastnosti sorodnih pojmov časa, prostora, predmetnosti in povzročitve; kar so vse pojmi, ki jih je v pojmovnem prostoru stare kitajščine težko osamiti.
Eden od glavnih razlogov za razločitev je, da se zahodne študije »zgodovine filozofije« nagibale k marginalizaciji ali celo prezrtju obeh tradicij vzhodne filozofije, zato sta bili v prejšnjem stoletju na zahodnih univerzah tako indijska, kot tudi kitajska filozofija pregnani v oddelke za svetovna verstva, ali v newageovska neakademska dela. V zadnjih desetletjih sta se obe (v okviru indologije oziroma sinologije tudi na mednarodni ravni uveljavili kot resni disciplini, ki lahko s svojimi specifičnimi metodami in spoznanji nemalo prispevata k razvoju svetovne miselnosti.

### Dojemanje Boga in bogov
Zaradi vpliva monoteizma in še posebej abrahamskih religij, so se zahodne filozofije soočile z vprašanje narave Boga in Njegove povezave z vesoljstvom. To vprašanje je zahodne filozofije razcepilo na posvetne in verske; slednje so se (in se še) glede Boga in vesoljstva razvijale znotraj dogem določene monoteistične religije.
Vzhodne filozofije se niso tako ukvarjale z vprašanji, povezanimi z naravo enega samega Boga kot stvarnika in vladarja vesolja. Razloček med verskim in posvetnim je v vzhodnih filozofijah precej manj oster in iste filozofske šole pogosto vsebujejo tako verske kot filozofske sestavine. Nekateri ljudje tako sprejemajo metafizična načela budizma, brez čaščenja in ne da bi obiskovali tempelj. Nekateri versko častijo taoistična božanstva, ne da bi se poglabljali v filozofske temelje, medtem ko drugi sprejemajo taoistično filozofijo in prezrejo verske vidike.
Takšna ureditev je izrazito nasprotje večine filozofij Zahoda, ki so tradicionalno vsiljevale bodisi popolnoma poenoten filozofski/verski sistem verovanja (npr. različne ločine in pridružene filozofije krščanstva, judovstva in islama), bodisi s filozofijo ostro in popolnoma zavračale vero (npr. Nietzsche, Marx, Voltaire, itd.) Razlikovanje med vero in filozofijo na Vzhodu ni tako pomembno.

### Božji odnos do vesolja
Druga pogosta poanta, ki pogosto razlikuje vzhodno filozofijo od zahodne, je verovanje glede odnosa med Bogom ali bogovi in vesoljem. Zahodne filozofije bodisi zanikajo obstoj Boga, ali pa trdijo, da so Bog ali bogovi nekaj ločenega in različnega od vesolja. Tudi to prihaja od vpliva abrahamskih religij, ki učijo, da je vesolje ustvaril en sam vsemogočni Bog, ki je obstajal pred tem in ločen od tega vesolja. Prava narava tega Boga je nam, njegovim stvaritvam, nedoumljiva.
Vzhodne filozofije se v splošnem manj ukvarjajo z obstojem ali neobstojem bogov. Čeprav v nekaterih vzhodnih tradicijah verujejo v nadnaravna duhovna bitja in celo mogočne bogove, teh nimajo za ločene od vesolja, pač pa za njegov del. Nasprotno z zahodnim verovanjem, mnoga vzhodna verstva učijo, da lahko navadna dejanja vplivajo na nadnaravno sfero.

### Vloga in narava posameznika
Trdili so, da je v mnogih zahodnih filozofijah o posamezniku moč reči isto: zahodne filozofije na splošno privzemajo, da je posameznik nekaj različnega od vesoljstva, in zahodne filozofije skušajo opisati in opredmetiti vesolje iz oddeljenega, nepristranskega gledišča. Vzhodne filozofije, na drugi strani, tipično verjamejo, da so ljudje notranji in neločljivi deli vesolja, in da so poskusi razlage vesolja z nepristranskega vidika, kot da bi bil govoreči posameznik nekaj ločenega in oddeljenega od celote, sami po sebi absurdni.

## Sinteza vzhodne in zahodne filozofije
Dandanes obstajajo poskusi združitve zahodnih in vzhodnih filozofskih tradicij.
Nemški filozof Hegel se je zelo zanimal za taoizem. Njegov sistem dialektike včasih tolmačijo kot formalizacijo taoističnih vodil.
Heglov smrtni sovražnik Schopenhauer je razvil filozofijo, ki je v bistvu sinteza hinduizma in budizma z zahodno mislijo. Predvideval je, da bodo Upanišade (prvotno hindujski zapisi) imele na Zahodu veliko večji vpliv, kot so ga imele. Vendar je Schopenhauer delal z močno pomanjkljivimi zgodnjimi prevodi (in včasih prevodi iz prevodov), zato mnogi menijo, da ni nujno natančno dojel vzhodne filozofije, ki so ga zanimale.
Prvi poskusi prenove starokitajske duhovne tradicije oziroma njene prilagoditve sodobnim družbenim pogojem segajo na prag 20. stoletja in so nasali pod peresi idejnih in političnih reformatorjev, med katere sodijo Kang Youwei, Liang Qichao in Tan Sitong. V svojih delih so težili k idejnim sintezam, ki povezujejo kitajsko klasiko z elementi zahodne kulture in filozofije. Velik vpliv na kitajske filozofe in njihovo reinterpretacijo oz. prenovo tradicionalne kitajske filozofije sta imeli predvsem struji nemške klasične filozofije, britanskega realizma in ameriškega pragmatizma. Zanimivo sintezo Russelovih, starokitajskih in zen budističnih elementov je v svojem sistemu panstrukturalistične oz. pluralne epistemologije razvil Zhang Dongsun. Kot posebno vrsto sinteze obeh diskurzov lahko omenimo tudi sinizacijo marksistične miselnosti; v teh kontekstih so najbolj inovativne teoretske pristope prispevali Feng Youlan, Feng Qi in Zhang Dainian. V sodobni Kitajski pa sinteze evroameriške in   
tradicionalne kitajske filozofije nastajajo zlasti v okviru struje Modernega konfucijanstva, katerega osrednji predstavniki so Xiong Shili, Zhang Junmai, Mou Zongsan, Tu Weiming idr.
Na Japonskem današnji poskusi vključevanja zahodne filozofije v vzhodno misel vključujejo kjotsko šolo filozofov, ki so združevali Husserlovo fenomenologijo z vpogledi zen budizma.

## Sorodne teme
- kitajska filozofija
- budistična filozofija
- hindujska filozofija
- indijska filozofija
- zahodna filozofija